# Tres caminos a Tacna
Tres caminos a Tacna es una novela escrita por el historiador chileno Rafael Mellafe Maturana y publicada en 2021. La novela está ambientada en la década de 1880, durante la Guerra del Pacífico, y cuenta la historia de tres oficiales de los ejércitos que se enfrentaron, uno chileno, uno peruano y uno boliviano, que se encuentran en la batalla de Tacna. Desarrolla una historia homosexual entre los personajes del ejército aliado.
La ficción histórica surge tras una investigación frustrada de Mellafe, al intentar descubrir registros, cartas o informes que documenten la homosexualidad en los ejércitos que combatieron durante la Guerra del Pacífico. Mellafe es un especialista en dicho conflicto.

## Personajes
Los personajes principales son:
- Eleodoro Poblete, joven capitán del ejército peruano de origen aristócrata, que vive su homosexualidad de forma libre en París, donde reside. La guerra hace que vuelva al Perú para combatir contra el ejército invasor.
- Moisés Rojas, teniente boliviano, con un pasado seminarista. Es compañero de piso de Poblete en París. Vuelve a su Bolivia natal tras el inicio de la guerra.
- José Pablo Tapia, capitán chileno oriundo de Colchagua. Descendiente de una rica familia de terratenientes, decide enrolarse en el regimiento Chillán y luchar por su país. Esconde un pasado sádico que le hizo cometer un error en su pasado que lo persigue.